# Georg Peter Weimar
Georg Peter Weimar (17 décembre 1734 à Stotternheim – 19 décembre 1800 à Erfurt) est un cantor et compositeur allemand.

## Biographie
Georg Peter Weimar naît à Stotternheim au nord d’Erfurt (aujourd’hui un quartier de la ville). Weimar est élève en 1752 du Gymnasium à Erfurt, où il reçoit l'enseignement de Jakob Adlung en musique. En 1758 à Zerbst il est au poste de musicien de chambre (violoniste) et Hofkantor (en tant que basse). Il y étudie avec Carl Friedrich Christian Fasch et le violon avec C. Höckh et occasionnellement avec Carl Philipp Emanuel Bach. À Zerbst il a aussi les fonctions de professeur de clavecin et de chant de la princesse.
En 1763, Weimar reçoit le titre de cantor de la Kaufmannskirche (de) d'Erfurt, poste qu’il conserve jusqu’à sa mort. À la suite de Johann Wilhelm Hässler dès 1774, il est directeur musical et en 1776, il a le titre de maître de musique au Catholic Gymnasium. Au Ratsgymnasium il est responsable des cours de chant. Après un accident en 1799, il est cloué au lit jusqu'à sa mort, l'année suivante.
Weimar a contribué à faire d'Erfurt un centre de la vie musicale par de nombreux concerts profanes ou de musique sacrée, notamment des oratorios de Haendel. Il laisse des motets et cantates sacrées.
Il est l'auteur d'un récit sur la vie musicale à Erfurt, paru dans le Magazin der Cramer Musik en 1784.